# Charlotte (Texas)
Pour les articles homonymes, voir Charlotte.
Charlotte est une ville située dans le comté d'Atascosa, dans l’État du Texas, aux États-Unis. Lors du recensement de 2010, sa population était de 1 715 habitants.

## Source de la traduction
- (en) Cet article est partiellement ou en totalité issu de l’article de Wikipédia en anglais intitulé « Charlotte, Texas » (voir la liste des auteurs).